# 西爾維亞 (堪薩斯州)
西爾維亞（英語：Sylvia）是一個位於美國堪薩斯州里諾縣的城市。

## 地方資料
根據2020年美國人口普查的數據，西爾維亞的面積為0.75平方千米，當中陸地面積為0.75平方千米，而水域面積為0.00平方千米。當地共有人口215人，而人口密度為每平方千米286.67人。